# Holcosus leptophrys
Holcosus leptophrys — вид ящірок родини теїдових (Teiidae). Мешкає в Коста-Риці, Панамі і Колумбії.

## Поширення і екологія
Holcosus leptophrys мешкають на тихоокеанських схилах Коста-Рики, на атлантичних і тихоокеанських схилах Панами, (зокрема на острові Ісла-дель-Рей в Панамській затоці), а також на північному заході Колумбії. Вони живуть у вологих тінистих тропічних лісах, на висоті до 900 м над землею.